# Église des Franciscains d'Ingolstadt
L'église Notre-Dame de l'Assomption ou église des Franciscains (Franziskanerkirche Mariä-Himmelfahrt) est une église à trois nefs gothiques, située à Ingolstadt en Bavière.
Elle mesure 71,70 mètres de long sur 20,65 mètres de large et 28,60 mètres de haut. C'est toujours l'église du couvent des franciscains d'Ingolstadt.

## Galerie

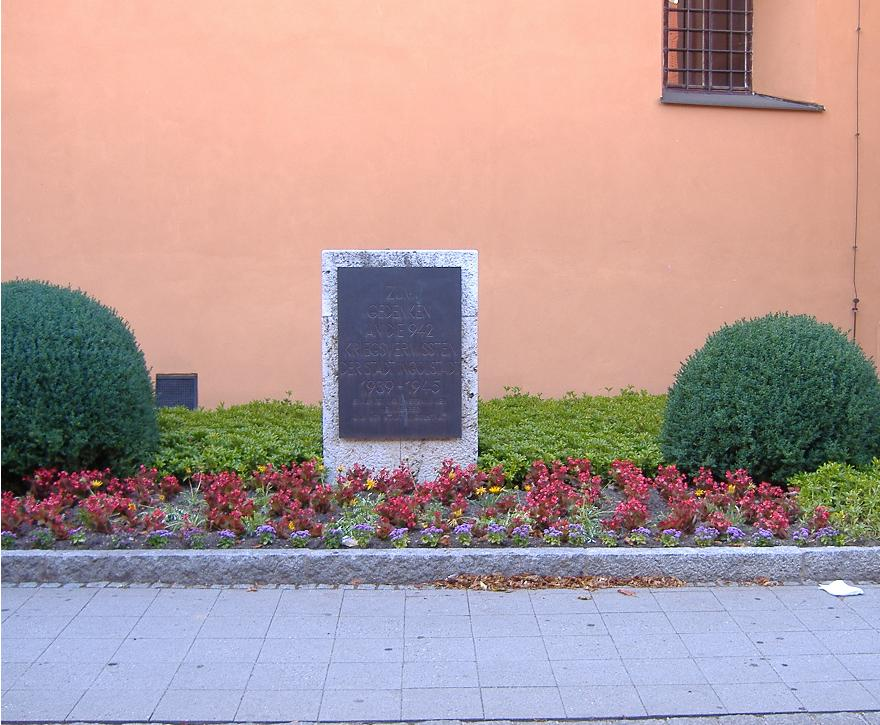
Mémorial de la dernière guerre